# Giải tam giác
Giải tam giác (tiếng Latinh: solutio triangulorum) là bài toán lượng giác tập trung vào việc tìm ra các yếu tố (nghiệm) của một tam giác (góc và độ dài cạnh), khi chưa biết một số yếu tố của tam giác đó. Tam giác có thể nằm trên một mặt phẳng hoặc một mặt cầu. Giải tam giác được ứng dụng trong trắc địa, thiên văn học, xây dựng và điều hướng.

## Giải tam giác phẳng

Kí hiệu tiêu chuẩn của tam giác

Một tam giác ở dạng thông thường có sáu đặc tính (xem hình bên): ba cạnh (độ dài a, b, c) và ba góc (α, β, γ). Bài toán lượng giác mặt phẳng cổ điển yêu cầu từ ba đặc tính cho trước, hãy tìm ra ba đặc tính còn lại. Một tam giác có thể được xác định một cách duy nhất theo định nghĩa này khi rơi vào một trong các trường hợp sau:
- Ba cạnh (CCC)
- Hai cạnh và một góc xen giữa (CGC, cạnh-góc-cạnh)
- Hai cạnh và một góc không xen giữa (CCG), nếu cạnh kề với góc đó ngắn hơn cạnh kia.
- Một cạnh và hai góc kề cạnh đó (GCG)
- Một cạnh, góc đối và một góc kề cạnh đó (GGC).

Đối với tất cả trường hợp trong mặt phẳng, phải có ít nhất một độ dài cạnh được cho trước. Nếu chỉ có các góc được cho trước, không thể tìm ra các độ dài cạnh được bởi vì khi đó, mọi tam giác đồng dạng đều là nghiệm.

### Hệ thức lượng

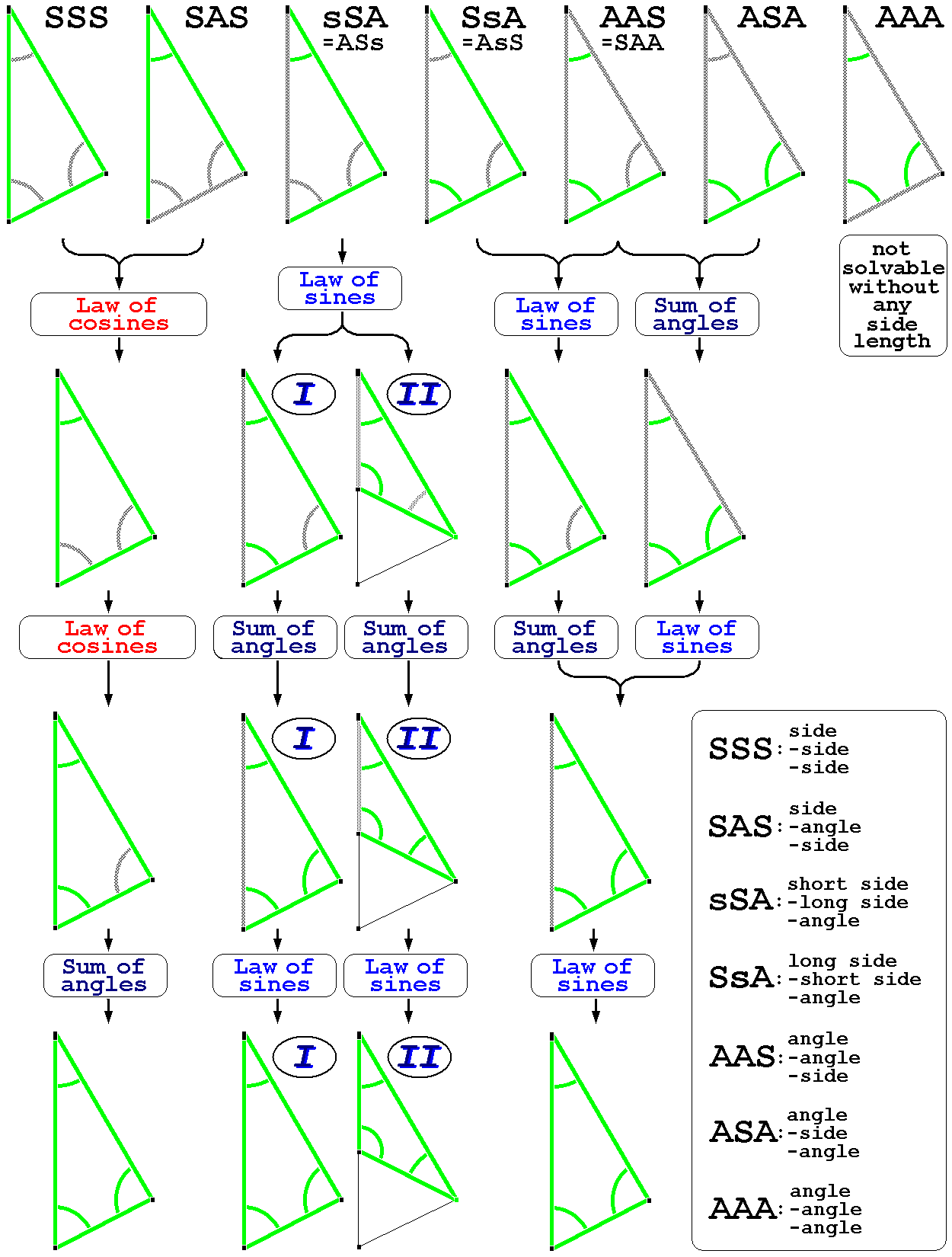
Tổng quan về các bước và cộng cụ cụ thể được dùng để giải tam giác mặt phẳng

Cách giải tiêu chuẩn cho bài toán này là sử dụng các hệ thức lượng sau:
Định lý cosin
{\displaystyle a^{2}=b^{2}+c^{2}-2bc\cos \alpha }
{\displaystyle b^{2}=a^{2}+c^{2}-2ac\cos \beta }
{\displaystyle c^{2}=a^{2}+b^{2}-2ab\cos \gamma }
Định lý sin
{\displaystyle {\frac {a}{\sin \alpha }}={\frac {b}{\sin \beta }}={\frac {c}{\sin \gamma }}}
Tổng ba góc của một tam giác
{\displaystyle \alpha +\beta +\gamma =180^{\circ }}
Định lý tan
{\displaystyle {\frac {a-b}{a+b}}={\frac {\tan[{\frac {1}{2}}(\alpha -\beta )]}{\tan[{\frac {1}{2}}(\alpha +\beta )]}}.}
Ngoài các hệ thức trên, còn có những quan hệ phổ quát khác có thể hữu ích, như định lý cotang và công thức Mollweide.

#### Lưu ý
Để tìm một góc chưa biết, định lí cosin an toàn hơn định lý sin. Lí do là vì giá trị sin của góc đó không phải lúc nào cũng giúp xác định được góc. Ví dụ, nếu sin β = 0.5 thì góc β có thể bằng 30° hoặc 150°. Sử dụng định lý cosin sẽ tránh được vấn đề này: trong khoảng từ 0° đến 180° giá trị cos sẽ luôn xác định được góc của nó một cách rõ ràng. Mặt khác, đối với góc nhỏ (hoặc gần bằng 180°) thì xác định góc từ sin của nó sẽ thiết thực hơn về mặt số học so với xác định góc từ cosin bởi vì hàm cos ngược (arccos) có đạo hàm phân kì tại 1 (hoặc −1).

### Ba cạnh (CCC)

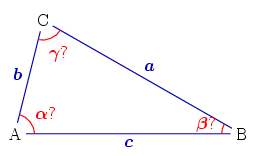
Ba cạnh cho trước

Cho ba cạnh với độ dài lần lượt là a, b, c. Để tim các góc α, β, sử dụng định lý cosin:
{\displaystyle {\begin{aligned}\alpha &=\arccos {\frac {b^{2}+c^{2}-a^{2}}{2bc}}\\[4pt]\beta &=\arccos {\frac {a^{2}+c^{2}-b^{2}}{2ac}}.\end{aligned}}}
Khi đó góc γ = 180° − α − β.
Một số tài liệu khuyên rằng nên tìm góc β bằng định lý sin. Tuy nhiên (như đã viết ở Lưu ý 1), sẽ có rủi ro nhầm lẫn giữa giá trị của góc nhọn và góc tù.
Một phương pháp khác để tính các góc từ các cạnh đã biết là áp dụng định lý cotang.

### Hai cạnh và góc xen giữa (CGC)

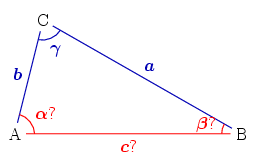
Hai cạnh và góc xen giữa cho trước

Ở đây, độ dài cạnh a, b và góc γ giữa hai cạnh được biết trước. Cạnh thứ ba có thể được xác định bằng định lý cosin:
{\displaystyle c={\sqrt {a^{2}+b^{2}-2ab\cos \gamma }}.}
Bây giờ định lý cosin có thể được dùng để tìm góc thứ hai:
{\displaystyle \alpha =\arccos {\frac {b^{2}+c^{2}-a^{2}}{2bc}}.}
Cuối cùng, β = 180° − α − γ.

### Hai cạnh và một góc không xen giữa (CCG)

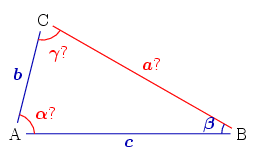
Hai cạnh và một góc không xen giữa cho trước

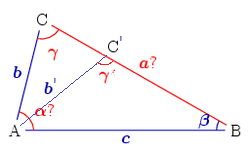
Hai nghiệm đối với tam giác có cạnh kề góc không xen giữa ngắn hơn cạnh còn lại

Trường hợp này chỉ có thể giải được một cách duy nhất khi độ dài của cạnh kề với góc đó ngắn hơn cạnh không kề với góc đó; nếu không sẽ có hai trường hợp có thể xảy ra. Giả sử hai cạnh b, c và góc β được biết trước. Phương trình tìm góc γ có thể được suy ra từ định lý sin:
{\displaystyle \sin \gamma ={\frac {c}{b}}\sin \beta .}
Gọi D = c/b sin β (vế phải phương trình). Có bốn trường hợp có thể xảy ra:
1. Nếu D > 1, không tồn tại tam giác bởi vì cạnh b không cắt đường BC. Cũng vì thế mà không giải được tam giác nếu góc β ≥ 90° và b ≤ c.
2. Nếu D = 1, tồn tại một nghiệm duy nhất: γ = 90°. Tam giác này là tam giác vuông.
3. Nếu D < 1, có hai khả năng có thể xảy ra.
  1. Nếu b ≥ c, thì β ≥ γ (cạnh lớn hơn tương ứng với góc lớn hơn). Vì một tam giác không thể có hai góc tù, γ sẽ là góc nhọn và nghiệm γ = arcsin D là duy nhất.
  2. If b < c, góc γ có thể nhọn với γ = arcsin D hoặc tù với γ′ = 180° − γ. Hình bên cho thấy điểm C, cạnh b và góc γ là nghiệm thứ nhất; và điểm C′, cạnh b′ và góc γ′ là nghiệm thứ hai.

Một khi tìm được γ, góc còn lại α = 180° − β − γ.
Có thể tìm cạnh thứ ba bằng định lý sin:
{\displaystyle a=b\ {\frac {\sin \alpha }{\sin \beta }}}
hoặc từ định lý cosin:
{\displaystyle a=c\cos \beta \pm {\sqrt {b^{2}-c^{2}\sin ^{2}\beta }}}

### Một cạnh và hai góc kề (GCG)

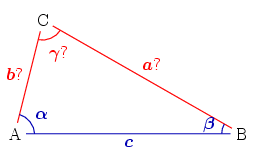
Một cạnh và hai góc kề cho trước

Các yếu tố được biết trước là cạnh c và các góc α, β. Góc thứ ba γ = 180° − α − β.
Hai cạnh chưa biết có thể được tính bằng định lý sin:
{\displaystyle a=c\ {\frac {\sin \alpha }{\sin \gamma }};\quad b=c\ {\frac {\sin \beta }{\sin \gamma }}.}
hay
{\displaystyle a=c{\frac {\sin \alpha }{\sin \alpha \cos \beta +\sin \beta \cos \alpha }}}
{\displaystyle b=c{\frac {\sin \beta }{\sin \alpha \cos \beta +\sin \beta \cos \alpha }}}

### Một cạnh, một góc kề và một góc đối (GGC)
Quy trình giải tam giác GGC cũng giống với giải tam giác GCG: Đầu tiên, tìm góc thứ ba bằng cách lấy 180° trừ đi hai góc đã biết; sau đó tìm hai cạnh còn lại bằng định lý sin.

### Các độ dài khác
Trong nhiều trường hợp, tam giác có thể được giải nếu có trước ba yếu tố có thể gồm đường trung tuyến, đường cao và đường phân giác. Posamentier và Lehmann đã liệt kê các kết quả cho câu hỏi về khả năng giải được sử dụng không quá căn bậc hai (v.d. tính dựng hình) cho mỗi trong số 95 trường hợp riêng biệt; 63 trong số đó có thể dựng hình được.

## Giải tam giác cầu

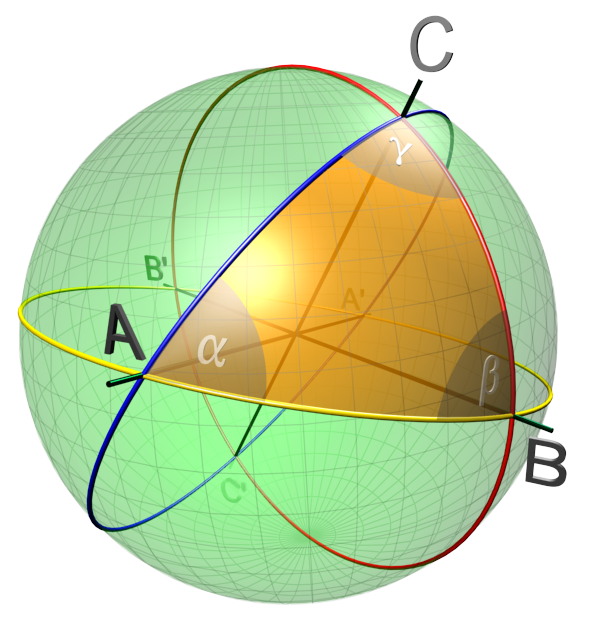
Tam giác cầu

Một tam giác cầu (spherical triangle) hoàn toàn được xác định bằng ba trong số sáu đặc điểm của nó (ba cạnh và ba góc). Độ dài của các cạnh a, b, c của một tam giác cầu là các góc ở tâm tương ứng, nhưng được đo theo đơn vị góc thay vì đơn vị tuyến tính. (Trên một hình cầu đơn vị, góc (theo rađian) và độ dài là như nhau về mặt số học. Trên các hình cầu khác, góc (theo rađian) bằng độ dài trên mặt cầu chia cho bán kính.)
Hình học cầu không giống với hình học Euclid trên mặt phẳng, cho nên việc giải tam giác sẽ dựa trên những công thức khác nhau. Ví dụ, tổng của ba góc α + β + γ của một tam giác phụ thuộc vào kích cỡ của tam giác đó. Thêm vào đó, các tam giác đồng dạng không thể không bằng nhau, cho nên bài toán dựng một tam giác với ba góc cho trước sẽ chỉ có một lời giải duy nhất. Các quan hệ cơ bản dùng để giải bài toán này tương tự với việc giải tam giác phẳng: xem Định luật cos và Định luật sin trên mặt cầu.
Có nhiều công thức hữu ích, bao gồm công thức nửa bên (half-side formula) và đẳng thức Napier (Napier's analogies):

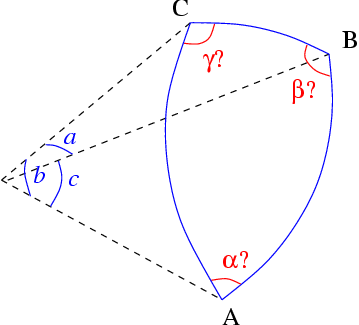
Cho trước ba cạnh

- {\displaystyle \tan {\frac {c}{2}}\cos {\frac {\alpha -\beta }{2}}=\tan {\frac {a+b}{2}}\cos {\frac {\alpha +\beta }{2}}}
- {\displaystyle \tan {\frac {c}{2}}\sin {\frac {\alpha -\beta }{2}}=\tan {\frac {a-b}{2}}\sin {\frac {\alpha +\beta }{2}}}
- {\displaystyle \cot {\frac {\gamma }{2}}\cos {\frac {a-b}{2}}=\tan {\frac {\alpha +\beta }{2}}\cos {\frac {a+b}{2}}}
- {\displaystyle \cot {\frac {\gamma }{2}}\sin {\frac {a-b}{2}}=\tan {\frac {\alpha -\beta }{2}}\sin {\frac {a+b}{2}}.}

### Ba cạnh (CCC cầu)
Cho trước các cạnh a, b, c (theo đơn vị góc). Các góc của tam giác được tính theo định luật cos trên mặt cầu:

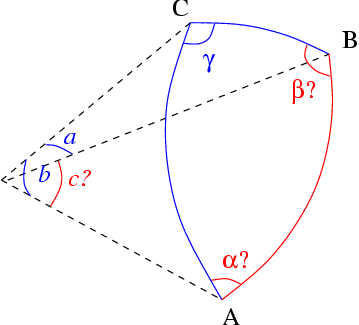
Cho trước hai cạnh và một góc nằm trong

{\displaystyle \alpha =\arccos \left({\frac {\cos a-\cos b\ \cos c}{\sin b\ \sin c}}\right),}
{\displaystyle \beta =\arccos \left({\frac {\cos b-\cos c\ \cos a}{\sin c\ \sin a}}\right),}
{\displaystyle \gamma =\arccos \left({\frac {\cos c-\cos a\ \cos b}{\sin a\ \sin b}}\right).}

### Hai cạnh và một góc nằm trong (CGC cầu)
Cho trước hai cạnh a, b và góc γ nằm giữa. Cạnh c có thể được tính theo công thức cos mặt cầu:
{\displaystyle c=\arccos \left(\cos a\cos b+\sin a\sin b\cos \gamma \right).}
Các góc α, β có thể được tính như trên, hoặc bằng cách sử dụng đẳng thức Napier:
{\displaystyle \alpha =\arctan \ {\frac {2\sin a}{\tan({\frac {\gamma }{2}})\sin(b+a)+\cot({\frac {\gamma }{2}})\sin(b-a)}},}
{\displaystyle \beta =\arctan \ {\frac {2\sin b}{\tan({\frac {\gamma }{2}})\sin(a+b)+\cot({\frac {\gamma }{2}})\sin(a-b)}}.}
Trong hàng hải, có một vấn đề nảy sinh trong bài toán tìm đường tròn lớn giữa hai điểm trên quả địa cầu khi biết trước kinh độ và vĩ độ của chúng. Trong trường hợp này, điều quan trọng là phải sử dụng công thức ít bị ảnh hưởng bởi lỗi làm tròn. Khi này, có thể sử dụng các công thức sau (có thể được suy ra thông qua đại số vectơ):
{\displaystyle {\begin{aligned}c&=\arctan {\frac {\sqrt {(\sin a\cos b-\cos a\sin b\cos \gamma )^{2}+(\sin b\sin \gamma )^{2}}}{\cos a\cos b+\sin a\sin b\cos \gamma }},\\\alpha &=\arctan {\frac {\sin a\sin \gamma }{\sin b\cos a-\cos b\sin a\cos \gamma }},\\\beta &=\arctan {\frac {\sin b\sin \gamma }{\sin a\cos b-\cos a\sin b\cos \gamma }},\end{aligned}}}
với dấu của tử số và mẫu số trong các biểu thức trên có thể được dùng để xác định góc phần tư của arctan đó.

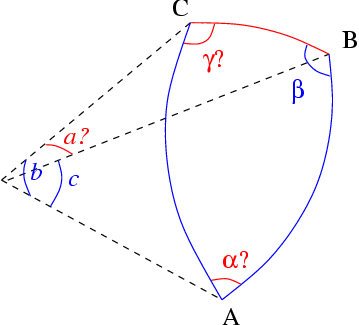
Cho trước hai cạnh và một góc nằm ngoài

### Hai cạnh và một góc nằm ngoài (CCG cầu)
Bài toán này không giải được trong mọi trường hợp; một lời giải là duy nhất chỉ khi độ dài của cạnh kề với góc ngắn hơn độ dài cạnh còn lại. Cho trước hai cạnh b, c và góc bên β không nằm xen giữa. Tồn tại một nghiệm nếu thoả mãn những điều kiện sau:
{\displaystyle b>\arcsin(\sin c\,\sin \beta ).}
Góc γ có thể được tìm bằng công thức sin mặt cầu:
{\displaystyle \gamma =\arcsin \left({\frac {\sin c\,\sin \beta }{\sin b}}\right).}
Trong trường hợp mặt phẳng, nếu b < c thì có hai nghiệm: γ and 180° - γ.
Có thể tìm ra các yếu tố còn lại bằng đẳng thức Napier:

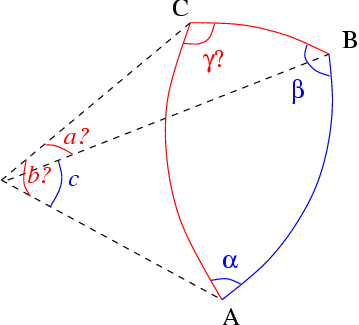
Cho trước một cạnh và hai góc kề

{\displaystyle {\begin{aligned}a&=2\arctan \left[\tan \left({\tfrac {1}{2}}(b-c)\right){\frac {\sin \left({\tfrac {1}{2}}(\beta +\gamma )\right)}{\sin \left({\tfrac {1}{2}}(\beta -\gamma )\right)}}\right],\\[4pt]\alpha &=2\operatorname {arccot} \left[\tan \left({\tfrac {1}{2}}(\beta -\gamma )\right){\frac {\sin \left({\tfrac {1}{2}}(b+c)\right)}{\sin \left({\tfrac {1}{2}}(b-c)\right)}}\right].\end{aligned}}}

### Một cạnh và hai góc kề (GCG cầu)
Cho trước cạnh c và hai góc α, β. Đầu tiên, xác định góc γ bằng công thức cos mặt cầu:
{\displaystyle \gamma =\arccos(\sin \alpha \sin \beta \cos c-\cos \alpha \cos \beta ).\,}
Có thể tìm hai cạnh chưa biết từ công thức cos mặt cầu (góc γ đã được tính ở trên):
{\displaystyle a=\arccos \left({\frac {\cos \alpha +\cos \beta \cos \gamma }{\sin \beta \sin \gamma }}\right),}
{\displaystyle b=\arccos \left({\frac {\cos \beta +\cos \alpha \cos \gamma }{\sin \alpha \sin \gamma }}\right),}
hoặc bằng cách sử dụng đẳng thức Napier:

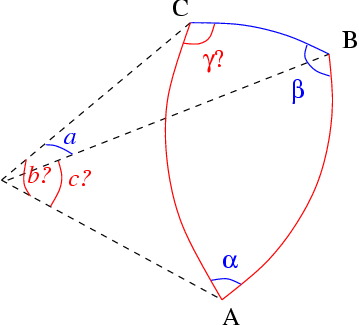
Cho trước một cạnh, một góc kề và một góc đối

{\displaystyle {\begin{aligned}a&=\arctan \left[{\frac {2\sin \alpha }{\cot({\frac {c}{2}})\sin(\beta +\alpha )+\tan({\frac {c}{2}})\sin(\beta -\alpha )}}\right],\\[4pt]b&=\arctan \left[{\frac {2\sin \beta }{\cot({\frac {c}{2}})\sin(\alpha +\beta )+\tan({\frac {c}{2}})\sin(\alpha -\beta )}}\right].\end{aligned}}}

### Một cạnh, một góc kề và một góc đối (GGC cầu)
Cho trước cạnh a và hai góc α, β. Cạnh b có thể được tính bằng công thức sin trên mặt cầu:
{\displaystyle b=\arcsin \left({\frac {\sin a\,\sin \beta }{\sin \alpha }}\right).}
Nếu góc của cạnh a là góc nhọn và α > β thì có thể giải theo công thức sau:
{\displaystyle b=\pi -\arcsin \left({\frac {\sin a\,\sin \beta }{\sin \alpha }}\right).}
Có thể tìm các đặc tính còn lại bằng cách dùng đẳng thức Napier:

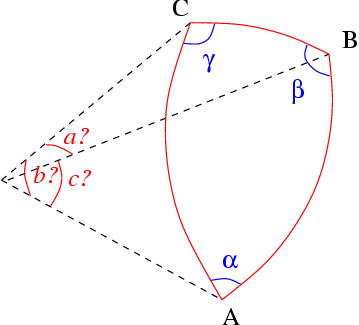
Cho trước ba góc

{\displaystyle {\begin{aligned}c&=2\arctan \left[\tan \left({\tfrac {1}{2}}(a-b)\right){\frac {\sin \left({\tfrac {1}{2}}(\alpha +\beta )\right)}{\sin \left({\frac {1}{2}}(\alpha -\beta )\right)}}\right],\\[4pt]\gamma &=2\operatorname {arccot} \left[\tan \left({\tfrac {1}{2}}(\alpha -\beta )\right){\frac {\sin \left({\tfrac {1}{2}}(a+b)\right)}{\sin \left({\frac {1}{2}}(a-b)\right)}}\right].\end{aligned}}}

### Ba góc (GGG cầu)
Cho trước các góc α, β, γ. Từ công thức cos mặt cầu, suy ra:
{\displaystyle a=\arccos \left({\frac {\cos \alpha +\cos \beta \cos \gamma }{\sin \beta \sin \gamma }}\right),}
{\displaystyle b=\arccos \left({\frac {\cos \beta +\cos \gamma \cos \alpha }{\sin \gamma \sin \alpha }}\right),}
{\displaystyle c=\arccos \left({\frac {\cos \gamma +\cos \alpha \cos \beta }{\sin \alpha \sin \beta }}\right).}

### Giải tam giác cầu vuông
Các thuật toán trên trở nên đơn giản hơn nếu một trong số các góc của tam giác (góc C chẳng hạn) là góc vuông. Những tam giác cầu như vậy được định nghĩa hoàn toàn bởi hai yếu tố, và ba yếu tố còn lại có thể được tính toán bằng ngũ giác Napier (Napier's pentagon) hoặc các công thức sau.
{\displaystyle \sin a=\sin c\cdot \sin A} (từ định luật sin mặt cầu)
{\displaystyle \tan a=\sin b\cdot \tan A}
{\displaystyle \cos c=\cos a\cdot \cos b} (từ định luật cos mặt cầu)
{\displaystyle \tan b=\tan c\cdot \cos A}
{\displaystyle \cos A=\cos a\cdot \sin B} (cũng từ định luật cos mặt cầu)
{\displaystyle \cos c=\cot A\cdot \cot B}

## Ứng dụng

### Đo đạc tam giác

Đo khoảng cách bằng phép đạc tam giác

Nếu một người muốn đo đạc khoảng cách d từ bờ đến một chiếc thuyền ngoài xa bằng phép đạc tam giác, người đó cần đánh dấu trên bờ hai điểm với khoảng cách l biết trước giữa chúng (đường cơ sở). Gọi α, β là hai góc giữa đường cơ sở và hướng của chiếc thuyền.
Từ công thức bên trên (trường hợp GCG trên hình học phẳng) một người có thể tính toán khoảng cách mà chính là đường cao tam giác:
{\displaystyle d={\frac {\sin \alpha \,\sin \beta }{\sin(\alpha +\beta )}}\ell ={\frac {\tan \alpha \,\tan \beta }{\tan \alpha +\tan \beta }}\ell .}
Trong trường hợp mặt cầu, người đó đầu tiên cần tính độ dài cạnh từ điểm tại α đến chiếc thuyền (cạnh đối của góc β) bằng công thức GCG:
{\displaystyle \tan b={\frac {2\sin \beta }{\cot(l/2)\sin(\alpha +\beta )+\tan(l/2)\sin(\alpha -\beta )}},}
và thế nó vào công thức GGC của tam giác vuông nhỏ chứa góc α, cạnh b và d:
{\displaystyle \sin d=\sin b\sin \alpha ={\frac {\tan b}{\sqrt {1+\tan ^{2}b}}}\sin \alpha .}
(Công thức mặt phẳng thực ra là số hạng đầu tiên của phép khai triển Taylor của d của nghiệm mặt cầu với luỹ thừa cơ số l.)
Phương pháp này được sử dụng trong chạy tàu ven biển (cabotage). Các góc α, β được xác định bằng việc quan sát các điểm mốc quen thuộc từ chiếc thuyền.

Đo chiều cao ngọn núi

Một ví dụ khác: Nếu một ai đó muốn đo chiều cao h của một ngọn núi hay một toà nhà, các góc α, β từ hai điểm dưới đất lên đến đỉnh phải được chỉ rõ. Cho ℓ là khoảng các giữa hai điểm trên. Từ cùng công thức GCG, ta có:
{\displaystyle h={\frac {\sin \alpha \,\sin \beta }{\sin(\beta -\alpha )}}\ell ={\frac {\tan \alpha \,\tan \beta }{\tan \beta -\tan \alpha }}\ell .}

### Khoảng cách giữa hai điểm trên địa cầu
Để tính khoảng cách giữa hai điểm trên quả địa cầu,
Điểm A: vĩ độ λA, kinh độ LA, và
Điểm B: vĩ độ λB, kinh độ LB
Xét tam giác cầu ABC, với C là Cực Bắc, có các đặc tính như sau:
{\displaystyle a=90^{\mathrm {o} }-\lambda _{\mathrm {B} },\,}
{\displaystyle b=90^{\mathrm {o} }-\lambda _{\mathrm {A} },\,}
{\displaystyle \gamma =L_{\mathrm {A} }-L_{\mathrm {B} }.\,}
Nếu biết trước hai cạnh và góc nằm trong, ta có công thức:
{\displaystyle \mathrm {AB} =R\arccos \left[\sin \lambda _{\mathrm {A} }\,\sin \lambda _{\mathrm {B} }+\cos \lambda _{\mathrm {A} }\,\cos \lambda _{\mathrm {B} }\,\cos \left(L_{\mathrm {A} }-L_{\mathrm {B} }\right)\right].}
Với R là bán kính Trái Đất.